# 京都大学新聞社
京都大学新聞社（きょうとだいがくしんぶんしゃ）は、京都大学の学生新聞である『京都大学新聞』（通称『京大新聞』）や関連書籍などを発行するサークル・京都大学公認団体。略称は「KUP」（英文名 Kyoto University Press から）。結成以来、京都大学構内に本拠を置く唯一の学生新聞団体として活動している。
『京大学生新聞』を発行する京大学生新聞会（原理研究会系・1973年〜）、『京都大学EXPRESS』を発行する京都大学EXPRESS編集部（UNN関西学生報道連盟加盟・2004年〜）とは全く関係ない。2010年、京大学生新聞会の公認取消に伴って再び、京都大学唯一の報道系公認団体となった。

## 歴史
京都帝国大学の全学親睦組織・学友会（会長は総長）の新聞部として1925年結成、4月1日創刊。前年に行われた東京帝国大学とのスポーツ交流戦を雑誌部が試験的に報じたことを機に、大学新聞発行の機運が高まったことによる。学友会雑誌部を改組し、元読売新聞社員の入山雄一を顧問に迎えて組織された。初代部長は佐々木惣一教授（当時）。
当初は大学の機関紙として当局の広報活動を担ったが、1946年に独立採算化。大学側も1972年、事務方の庶務部に広報調査課（現在の広報課）を設置するに至った。新聞を核に書籍も発行し、各種シンポジウム・講演会を主催するなど、学生による総合メディアとして発展。マスコミ・学界・産業界などに人材を輩出してきた。1997年には「京都大学新聞社新人文学賞」を主催、吉村萬壱（6年後に芥川賞受賞）の『国営巨大浴場の午後』が受賞した。
媒体としては、前身の『京都帝國大學新聞』は1925年に創刊。戦中の物資不足などから1944年『帝國大學新聞（現在の東京大学新聞の前身）』と合併し『大學新聞』と改題。戦後1946年4月には『大學新聞』から分離し『學園新聞』と改題、関西一円の学生を対象に発行された。1959年に『京都大学新聞』と改題し、以後現在に至るまで発行を続けている。2007年5月、通算2400号を数えた。

### 組織の歴史
- 1925年（大正14年）「学友会新聞部」として結成、時計台内に事務所を置く
- 1935年（昭和10年）「インテル会」発足
- 1941年（昭和16年）学友会の改名に伴い「同学会新聞部」へ改名
- 1944年（昭和19年）帝国大学新聞社と合併し「社団法人大学新聞社関西支社」へ改組
- 1946年（昭和21年）同法人から分離し「京都大学新聞社」へ改組、独立採算化
- 1949年（昭和24年）入学試験の合格電報事務を開始
- 1950年（昭和25年）編集長と鳥養利三郎総長（当時）が交換協定に調印し、大学の公認を取得
- 1970年（昭和45年）全日本学生新聞連盟（＝全学新）第25回大会が京都大学で開催され、京都大学新聞社の吉澤潔が新委員長に選出される。全国の大学新聞、75団体が参加（うち13団体は議長委任）。
- 2008年（平成20年）新築のサークルボックス棟へ事務所移転

### 媒体の歴史
- 1925年（大正14年）『京都帝國大學新聞』創刊
- 1944年（昭和19年）帝國大學新聞と合併し『大學新聞』と改題
- 1946年（昭和21年）「大學新聞」から分離し『學園新聞』と改題、旬刊
- 1947年（昭和22年）6月11日号より週刊へ移行
- 1959年（昭和34年）通算1000号を期に『京都大学新聞』と改題
- 1965年（昭和40年）40周年記念事業として『京都大学卒業者人名録』を発行
- 1969年（昭和44年）創刊45周年事業として縮刷版の発行開始
- 1970年（昭和45年）通算1500号記念号（特大40頁）を発行
- 1978年（昭和53年）卒業アルバムを発行開始
- 1985年（昭和60年）60周年記念事業として『口笛と軍靴 天皇制ファシズムの相貌』を発行
- 1988年（昭和63年）大学創立90周年記念誌『京大史記』に編集・執筆協力
- 1999年（平成11年）公式ウェブサイトを開設
- 2005年（平成17年）80周年記念事業として80周年記念号（特大10頁）を発行
- 2006年（平成18年）4月1日号より紙面を「大学・総合」「教育・研究」「文化・生活」の各面に編成
- 2007年（平成19年）紙面の数字表記を漢数字主体から洋数字主体へ移行
- 2008年（平成20年）京都大学と京都精華大学の連携事業『Kyoto University』（京都大学を紹介する漫画）に執筆協力

## 注目を集めた報道・スクープ
- 1993年の矢野事件に関するスクープが週刊文春で取り上げられた。
- 2011年2月26日に平成23年度学部入試の入試問題漏洩事件をtwitter上で報じた[1]。京都大学はその日の夜に漏洩について最初の発表を行った[2][3]。

## 発行物
新聞は現在、原則として月2回発行（1日号・16日号、通常4ページ）となっており1部100円。学内7箇所（正門・北西門・西部ルネ・中央食堂・北部食堂・吉田食堂・総人図書館）の販売BOXで購読できるほか、全国の定期購読者に発送している。毎年秋には「高校生特集号」、冬には「二次試験特集号」などの特集号を発行し、号外（七大戦結果、石垣カフェ騒動など）も適時発行している。印刷・発送以外の全て（レイアウトを含む）が学生の手によること、分析記事が多いことなどが特色である。
また、京都大学の新入生向けに入学アルバム（『KYOTO UNIVERSITY FRESH BOOK』）・卒業生向けに卒業アルバム（『KYOTO UNIVERSITY YEAR BOOK』）を毎年発行する。主に京大受験を目指す学生向けに独自の大学情報本も毎年発行していたが、現在は休刊。
- 『京都大学新聞』京都大学新聞社発行・編集
- 『學園新聞』京都大学新聞社発行・編集
- 『大學新聞』大学新聞社発行・編集
- 『京都帝國大學新聞』同学会新聞部発行・編集
- 『京都帝國大學新聞』学友会新聞部発行・編集
- 『KYOTO UNIVERSITY FRESH BOOK』京都大学新聞社発行・編集、光陽社
- 『KYOTO UNIVERSITY YEAR BOOK』京都大学新聞社発行・編集、光陽社
- 『京都大学入学記念ビデオアルバム』京都大学新聞社監修
- 『京都大学新聞縮刷版7〜9巻、記事執筆者索引』京都大学新聞縮刷版発行委員会編、不二出版
- 『京都大学新聞縮刷版1〜6巻』京都大学新聞縮刷版発行委員会編、関西桜井廣済堂
- 『京都大学卒業者人名録』京都大学卒業者名簿編纂委員会編
- 『キャリエール 京都大／大阪大／神戸大生専門の就職案内』京大／阪大／神大就職案内委員会・企画
- 『京大生への提言』京都大学新聞社発行、UPU大阪事業部協力
- 『京大アクセスブック 京都大学にACCESSする本』京都大学新聞社編
- 『京都大学を知る本〈1998&1999〉京大サクセス』京都大学新聞社編、六甲出版、1998年、ISBN 494760087X
- 『京大サクセスブック 京都大学を知る本』京都大学新聞社編、六甲出版、1990年〜1996年
- 『京都大学1988受験案内―京大サクセスブック'88』京都大学新聞社編、六甲出版、1987年、ISBN 4947600152
- 『The京都大学―京大サクセスブック'87』京都大学新聞社編、六甲出版、1986年、ISBN 4947600101
- 『権力にアカンベエ！ 京都大学新聞の六十五年』京大新聞史編集委員会編、草思社、1990年、ISBN 4794203772
- 『京大史記』京都大学新聞社執筆・編集協力、京都大学創立九十周年記念協力出版委員会、1988年、ISBN 4947600233
- 『京大毒本第0號』京都大学新聞社発行、1985年
- 『口笛と軍靴 天皇制ファシズムの相貌』京都大学新聞社編、社会評論社、1985年
- 『幻の法案23・26・37・44 大学管理法闘争史』京都大学新聞縮刷版発行委員会編、1969年、ASIN B000J6KEKQ
- 『京大闘争 京大神話の崩壊』京都大学新聞社編、京大全共闘協力、三一書房、1969年、ASIN B000J9M8EI
- 『京都大学を受ける人のために』京都大学新聞社・河合塾共編、進学研究社発行、1952年〜
- 『学界の事典』京都大学新聞社編集部編、養徳社、1951年
- 『新制大学進学案内』京都大学新聞社編、平安文庫、1951年
- 『世界人名小辞典』京都大学新聞社編、養徳社、1950年
- 『決戰下學生に與ふ』同學會新聞部編、教育圖書、1942年

## インテル会
京都大学新聞社の同窓会的組織に、現役学生をも含んだ「インテル会」がある。以下は構成員（物故者を含む）の一部。肩書きは当時のものも含む。
「インテル」は活字の行間に入れる薄い鉛板のことで、かつては学生編集員が最初に覚える言葉の一つだった。命名者の堀川直義によると、「インテリ」（インテリゲンチャ）と引っかけたという。
- 入山雄一 - 京都大学新聞社終身名誉顧問（創刊以来の世話人）、恩賜京都博物館館長
- 曽我部静雄 - 東北大学名誉教授、1927年卒業
- 芦田譲治 - 京都大学教授、同理学部長、同学生部長、愛媛大学学長、日本植物生理学会会長（初代）、1928年卒業
- 寺尾宏二 - 京都産業大学名誉教授、1929年卒業
- 浜田勝巳 - 日本生命相談役、1929年卒業
- 島崎憲一 - 朝日新聞社理事、朝日新聞記事審査部長、政府国語審議会委員、1930年卒業
- 井上縫三郎 - 毎日新聞論説委員、毎日新聞政治部長、1930年卒業
- 藤田信勝 - 毎日新聞論説副委員長、第4回日本エッセイスト・クラブ賞受賞、新聞協会賞受賞、1930年卒業
- 内田吟風 - 神戸大学名誉教授、1931年卒業
- 堀川直義 - 成城大学名誉教授、日本新聞学会会長、放送批評懇談会理事長、日本広告学会副会長、1935年卒業
- 古谷綱正 - ジャーナリスト、ニュースキャスター、毎日新聞論説委員、日本記者クラブ賞受賞、1935年卒業
- 関原利夫 - 読売新聞論説副委員長、1937年卒業
- 嶌信正 - 国民政治協会監事、東京高速道路顧問、1937年卒業（ジャーナリスト 嶌信彦の父）
- 鈴木立夫 - 森本組副社長、鴻池組専務取締役、1937年卒業
- 角田直一 - 作家、1938年卒業
- 宇和川泰蔵 - アド・コム代表取締役、1942年卒業
- 遠藤徳貞 - 報知新聞社取締役編集局長、日本菓子専門学校校長、1944年卒業
- 尾形敏彦 - 京都大学名誉教授、1945年卒業
- 依田喜代 - 青土社取締役、1948年卒業
- 木村孝 - 毎日放送常務取締役、1948年卒業
- 林篤二 - スポーツニッポン西部本社代表取締役社長、1948年卒業
- 正木宏 - 読売新聞大阪本社論説副委員長、1950年卒業
- 浜田禎三 - 毎日新聞大阪本社編集局長、1950年卒業
- 兼久文治 - 北日本新聞論説委員長、1950年卒業
- 吉田時雄 - 大阪新聞社社長、1951年卒業
- 徳広哲也 - 日本経済新聞企画委員、1951年卒業
- 田中理 - 共同通信論説委員、1952年卒業
- 稲田寿夫 - 毎日新聞社論説副委員長、同取締役大阪本社副代表、1953年卒業
- 梶浦幹生 - 産経新聞編集局長、1953年卒業
- 杉山繁男 - 和歌山放送常務取締役、和歌山放送顧問、1953年卒業
- 森﨑東 - 映画監督、1954年卒業
- 藤岡幹恭 - エコノミスト編集長、1954年卒業
- 岩見隆夫 - 政治評論家、毎日新聞東京本社編集局次長、サンデー毎日編集長、日本エッセイストクラブ理事、1954年卒業
- 小西健之助 - 報知新聞文化部長、1954年卒業
- 田中博 - サンケイスポーツ編集局長、1955年卒業
- 有岡恭助 - 四国電力副社長、国土庁長官官房審議官、1956年卒業
- 芦田文夫 - 立命館大学名誉教授、立命館副総長（立命館大学副学長）、1957年卒業
- 野原明 - 日本放送協会解説委員、文化女子大学附属杉並中学校・高等学校校長、1958年卒業
- 﨏真美 - 読売新聞論説委員、1959年卒業
- 種村直樹 - 作家、日本で唯一の鉄道専業ライター、1959年卒業
- 岡崎満義 - ジャーナリスト、文藝春秋取締役編集総局長、文藝春秋編集長（第23代）、Number編集長（初代）、日本ゴルフツアー機構理事、1960年卒業
- 塚口博文 - モービル石油常務取締役、1960年卒業
- 小坂一太 - 伊藤忠商事石炭部長を経て伊藤忠非鉄マテリアル社長、1961年卒業
- 馬場功 - 毎日新聞北陸総局長、1962年卒業
- 杉本良夫 - 社会学者、文化人類学者、ラトローブ大学（豪）社会学部教授、メルボルン日本研究センター所長（初代）、1962年卒業
- 祖田修 - 京都大学名誉教授、福井県立大学学長、1963年卒業
- 内山勝利 - 京都大学名誉教授、毎日出版文化賞受賞、1964年卒業
- 溝口利凞 - 映像館代表取締役、1972年卒業
- 阿形清和 - 京都大学理学研究科教授、1979年卒業
- 橋本聡 - 朝日新聞ヨーロッパ総局長、1980年卒業
- 中川喜与志 - ジャーナリスト、クルド問題研究者、1980年卒業
- 川又純 - 札幌医科大学医学研究科講師、1989年卒業
- 野口名隆 - 京都大学名誉教授、姫路独協大学学長、?年卒業
- 勝村泰三 - 朝日新聞学芸部長、?年卒業

## 推薦者
京都大学の歴代総長・名誉教授・現役教員・元教員・学外者など計数十名（物故者を含む）。以下は一部。
- 池田浩士 - 京都大学名誉教授、京都精華大学教授
- 梅棹忠夫 - 京都大学名誉教授、国立民俗学博物館長
- 尾池和夫 - 京都大学名誉教授、第24代京都大学総長、俳人
- 貝塚茂樹 - 京都大学名誉教授、人文科学研究所長
- 久野収 - 思想家、評論家、京都大学文学部哲学科卒
- 桑原武夫 - 京都大学名誉教授、人文科学研究所長
- 佐和隆光 - 京都大学名誉教授、経済研究所長、滋賀大学学長
- 広中平祐 - 京都大学名誉教授、数理解析研究所長、山口大学学長
- 松本紘 - 京都大学名誉教授、京都大学総長
- 本山美彦 - 京都大学名誉教授、経済学研究科長、大阪産業大学学長
- 森毅 - 京都大学名誉教授、評論家
- 柳田充弘 - 京都大学名誉教授、生命科学研究科長
- 若島正 - 京都大学文学研究科教授、チェス・プロブレム作家

## 事務所
〒606-8501 京都市左京区吉田本町 京都大学構内